# Eduard Lehne
Eduard August Lehne (* 4. Mai 1805 in Mainz; † 13. August 1857 in Büdesheim) war ein hessischer Richter und Politiker und Abgeordneter der 2. Kammer der Landstände des Großherzogtums Hessen.
Eduard Lehne war der Sohn von Friedrich Lehne und dessen Ehefrau Josephine Katharina Alberica, geborene Burkard. Lehne, der katholischen Glaubens war, heiratete am 8. April 1833 in erster Ehe Charlotte Christina geborene Reichard. Nach dem Tod der Ehefrau am 13. November 1846 heiratete er in zweiter Ehe deren Schwester Maria.
Ab 1824 studierte Lehne Rechtswissenschaften an der Universität Gießen und schloss das Studium mit der Promotion zum Dr. jur. ab. 1832 wurde er Advokat in Mainz und ab 1836 am Kreisgericht Alzey. An diesem Gericht wurde er 1840 Ergänzungsrichter und 1850 Kreisgerichtsrat in Mainz.
Von 1847 bis 1856 gehörte er der Zweiten Kammer der Landstände an. Er wurde zunächst für den Wahlbezirk der Stadt Worms, dann Wahlbezirk Rheinhessen 8/Alzey und zuletzt Wahlbezirk Rheinhessen 11/Osthofen gewählt. 1848 war er Mitglied des Fünfzigerausschusses und des Frankfurter Vorparlaments und 1850 im hessischen Hochverratsprozess Generalverteidiger der Akteure der ´48er Revolution.